# Inge Janssen
Pour les articles homonymes, voir Janssen.
Inge Janssen est une rameuse néerlandaise, née le 20 avril 1989 à Voorburg.

## Palmarès

### Jeux olympiques
- 2016 à Rio de Janeiro (Brésil)
  -  Médaille d'argent en quatre de couple.

### Championnats du monde
- 2019 à Ottensheim (Autriche)
  -  Médaille de bronze en quatre de couple
- 2017 à Sarasota (États-Unis)
  -  Médaille d'or en quatre de couple
- 2015 à Aiguebelette (France)
  -  Médaille de bronze en quatre de couple

### Championnats d'Europe
- 2019 à Lucerne ( Suisse)
  -  Médaille d'argent en quatre de couple
- 2017 à Račice ( République tchèque)
  -  Médaille d'argent en quatre de couple
- 2015 à Poznań ( Pologne)
  -  Médaille d'argent en quatre de couple
- 2014 à Belgrade ( Serbie)
  -  Médaille de bronze en deux de couple
- 2013 à Séville ( Espagne)
  -  Médaille de bronze en skiff